# Gymnasiadi
Le Gymnasiadi (ISF World Gymnasiade, in italiano: Ginnasiadi) sono una manifestazione sportiva multidisciplinare organizzata dalla International School Sport Federation per giovani studenti in età ginnasiale (cioè fra i 13 e i 17 anni).
L'attuale programma della manifestazione è basato su eventi di quattro sport: atletica leggera, ginnastica artistica, ginnastica ritmica, nuoto. Vi sono in tutto 34 competizioni atletiche (17 per i ragazzi e 17 per le ragazze), che si svolgono secondo le regole della Federatletica internazionale. Anche per il nuoto sono contemplate 34 gare, sempre egualmente divise fra maschi e femmine. I ragazzi competono inoltre in 8 differenti concorsi di ginnastica artistica, mentre le ragazze lo fanno in sei di artistica, sei di ritmica e in uno che comprende tutte le discipline.
La manifestazione si disputa dal 1974, inizialmente con cadenza biennale e con un programma comprendente solo eventi ginnici e natatori; a partire dal 1976 sono stati aggiunti eventi atletici. Dal 1990 essa si disputa con cadenza quadriennale, anche se la 14ª edizione, tenutasi a Doha (Qatar), si è svolta a dicembre 2009 e non l'anno successivo, per evitare la coincidenza con la prima edizione delle Olimpiadi Giovanili: quindi l'edizione successiva, disputata a Brasilia, è stata nel 2013.
Dal 2018 sono stati introdotti alcuni sport invernali le cui competizioni si disputano in un evento separato rispetto alla corrispondente estiva. Gli sport invernali che compongono il programma sono: biathlon, curling, pattinaggio di figura, salto con gli sci, sci alpino, sci freestyle, e snowboard.

## Edizioni disputate

### Estive
| Edizione | Anno | Località   |
| -------- | ---- | ---------- |
| I        | 1974 | Wiesbaden  |
| II       | 1976 | Orléans    |
| III      | 1978 | Smirne     |
| IV       | 1980 | Torino     |
| V        | 1982 | Lilla      |
| VI       | 1984 | Firenze    |
| VII      | 1986 | Nizza      |
| VIII     | 1988 | Barcellona |
| IX       | 1990 | Bruges     |
| X        | 1994 | Nicosia    |
| XI       | 1998 | Shanghai   |
| XII      | 2002 | Caen       |
| XIII     | 2006 | Atene      |
| XIV      | 2009 | Doha       |
| XV       | 2013 | Brasilia   |
| XVI      | 2016 | Trebisonda |
| XVII     | 2018 | Rabat      |
| XVIII    | 2020 | Jinjiang   |
| XIX      | 2022 | Normandia  |

### Invernali
| Edizione | Anno | Località |
| -------- | ---- | -------- |
| I        | 2018 | Grenoble |